# Ludvík Cupal

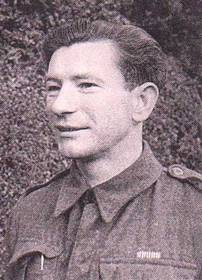
Ludvík Cupal, undatierte Fotografie

Ludvík Cupal (* 23. August 1915 in Břeclav; † 15. Januar 1943 in Velehrad) war ein Soldat der tschechoslowakischen Armee und Leiter des Fallschirmjägerkommandos TIN. Das Kommando hatte den Auftrag, ein Attentat auf Emanuel Moravec, den Minister für Bildung und Volksaufklärung der Protektoratsregierung und Kollaborateur mit den deutschen Nationalsozialisten, auszuführen.

## Jugend
Ludvík Cupals Vater arbeitete als Lokomotivheizer bei der staatlichen Eisenbahngesellschaft ČSD. Die Mutter hieß Františka, geborene Tomolová. Nach einer Schlosserlehre arbeitete Ludvík als Kesselbauer. Im Jahr 1934 meldete er sich freiwillig zum Militär und diente im 30. Infanterieregiment in Vysoké Mýto in Böhmen. Er absolvierte eine Unteroffiziersschule und beendete im Jahr 1936 seinen aktiven Dienst. Im Rahmen der Mobilmachung im Jahr 1938 wurde er erneut einberufen und am Grenzwall bei Glatz eingesetzt.

## Im Exil
Nach der Besetzung des Landes durch das Deutsche Reich floh Cupal im Juli 1939 über Polen nach Frankreich und schloss sich der französischen Fremdenlegion an. Nach dem Kriegsanfang trat er in Agde in die Tschechoslowakische Exilarmee ein und beteiligte sich an den Kämpfen um Frankreich. Nach Frankreichs Niederlage wurde er im Juni 1940 mit dem Schiff Rod el Farag nach England evakuiert und diente im 2. Infanteriebataillon der tschechoslowakischen Armee.
In Großbritannien meldete er sich für eine Spezialausbildung an und absolvierte von Januar 1941 bis Februar 1942 Kurse im Angriffskampf, in der Sabotage und im Fallschirmspringen. Am 28. Oktober 1941 wurde er zum rotný (Hauptfeldwebel) befördert. Im Januar 1942 wurde er zusammen mit Jaroslav Švarc auf die tschechoslowakische Trainingsbasis STS 2 in Bellasis bei Dorking verlegt. STS (Special Training School) war eine Einrichtung der britischen Special Operations Executive während des Zweiten Weltkriegs.

## Operation TIN
Im Februar 1942 wurde er von der tschechoslowakischen Exilregierung in London mit der Führung des Fallschirmjägerkommandos TIN beauftragt. Das Kommando, bestehend aus Ludvík Cupal und Jaroslav Švarc, hatte den Auftrag, ein Attentat auf Emanuel Moravec, Minister für Bildung und Volksaufklärung der Protektoratsregierung und einflussreichsten Kollaborateur mit den deutschen Nationalsozialisten, auszuführen.
Die beiden Fallschirmjäger wurden in der Nacht vom 29. auf den 30. April 1942 in der Nähe des Dorfes Věšín bei Rožmitál in Mittelböhmen abgesetzt. Zusammen mit ihnen wurden drei weitere tschechoslowakische Fallschirmjäger (Václav Kindl, Bohuslav Grabovský, Vojtěch Lukaštík) vom Kommando INTRANSITIV abgesetzt. Bei der Landung trennte sich die Gruppe. Cupal verletzte sich bei der Landung am Bein und erlitt auch ernste innere Verletzungen, die nicht mehr vollständig heilten. Er wurde von Vojtěch Lukaštík gefunden. Lukaštík half ihm nach Pilsen zu kommen und wechselte später mit ihm über Brünn nach Veselí nad Moravou. Nach dem Attentat auf Reinhard Heydrich wagten sie sich nicht mehr nach Prag. Zusammen mit Vojtěch Lukaštík unternahm Cupal eine Reihe Sabotageakte, die wenig Erfolg hatten, dafür aber die Aufmerksamkeit der Gestapo auf sich zogen. Am 15. Januar 1943 wurde Ludvík Cupal in seinem Versteck in der alten Ziegelei in Velehrad aufgespürt. In der ausweglosen Lage erschoss er sich selbst.

## Nach dem Krieg
Im Juli 1948 wurde er In memoriam zum nadporučík (Oberleutnant) befördert.

## Auszeichnungen und Ehrungen
- 1940 –  Československý válečný kříž 1939[1] (Tschechoslowakisches Kriegskreuz 1939)
- 1944 –  Pamětní medaile československé armády v zahraničí se štítky Francie a Velká Británie[1] (Gedenkmedaille der tschechoslowakischen Armee im Ausland mit Abzeichen Frankreich und Großbritannien)
- 1945 –  druhý Československý válečný kříž 1939[1] (zweites Tschechoslowakisches Kriegskreuz 1939)